# 柬埔寨—加拿大關係
柬埔寨－加拿大关系（Cambodia–Canada relations）是指柬埔寨王國和加拿大之間的雙邊關係。两国均为法文國家及地區國際組織成员国。

## 历史
两国关系可以追溯到第一次印度支那戰爭时期，在1954年日内瓦会议后，柬埔寨於1955年9月25日退出法蘭西聯盟，获得正式独立。而加拿大、印度、波蘭三國成立了一個國際監督委員會，負責監督雙方履行停戰協定中各項條款。1979年，柬越战争爆发后，加拿大也继续承认民主柬埔寨聯合政府，不承认由越南扶植的柬埔寨人民共和國，而在柬越戰爭結束后，加拿大也是巴黎和平协定的缔约国之一，此后，加拿大还派出了维和部队协助柬埔寨過渡時期聯合國權力機構在柬埔寨的工作。1997年，加拿大外交部长劳埃德·阿克斯沃西拒绝了美国要求加拿大战犯调查委员会在其领土上审判红色高棉前领导人波尔布特的提议。
自2015年9月起，加拿大对柬埔寨的相关事务由加拿大驻泰国大使馆及加拿大驻柬埔寨大使馆分馆共同处理，而柬埔寨尚未在加拿大开设大使馆，但在加拿大第一大城市多伦多设有名誉领事馆。2016年，加拿大外交部长斯特凡·迪翁访问了柬埔寨。2024年，加拿大总理贾斯汀·特鲁多访问老挝，期间与柬埔寨首相洪玛奈会见，期间亦宣布加国将在金边开设大使馆。
现阶段，两国关系涵盖了政治、经济、发展和地区安全问题等多个方面，加拿大政府也重视制定有前景的商业计划以加强两国的经贸往来。

## 经贸关系
2013年，柬埔寨、加拿大双边贸易额达7亿美元，2017年则达到13亿美元。柬埔寨亦受益于加拿大的最不发达国家市场准入倡议，该倡议允许符合条件的国家的产品免配额和免税进入加拿大市场。加拿大是柬埔寨最大的出口目的地之一。
2017年，加拿大对柬埔寨的出口额为5150万美元，主要产品有毛皮和人造毛皮、车辆和工业机械。同年，加拿大对柬埔寨的直接投资总额亦达3.6亿美元。柬埔寨也支持东盟与加拿大签署自由贸易协定。两国亦互设商会，以加强经贸联系。

## 侨民
在红色高棉大屠杀、柬越战争时期，加拿大政府收留了18,602名柬埔寨公民，至2016年，加拿大有柬埔寨裔公民38,490人，主要聚居在蒙特利尔、多伦多、艾伯塔省等地区。

## 外部連結
- 加拿大驻柬埔寨大使馆分馆 （页面存档备份，存于）的Twitter
- 加拿大驻泰国大使馆 （页面存档备份，存于）的Twitter
- 柬埔寨驻联合国总部代表团 （页面存档备份，存于）的Twitter
- 加拿大全球事务部关于柬埔寨的双边关系介绍 （页面存档备份，存于）